# Кортни, Хью, 18-й граф Девон
Хью Руперт Кортни, 18-й граф Девон (англ. Hugh Rupert Courtenay, 18th Earl of Devon; 5 мая 1942 — 18 августа 2015) — британский пэр и землевладелец. Он носил титул учтивости — лорд Кортни с 1942 по 1998 год.

## Происхождение и карьера
Родился 5 мая 1942 года. Единственный сын Чарльза Кристофера Кортни, 17-го графа Девона (1916—1998) от его жены Сибил Венеции Тейлор (? — 2001). С момента своего рождения в 1942 году и до того, как он унаследовал графский титул в 1998 году, он был известен под титулом учтивости — лорд Кортни.
У (Сибил) Венеции Тейлор, у которой было еще двое дочерей от её предыдущего брака с Марком Эверардом Пеписом, 6-м графом Коттенемом (1903—1943). Хью родился на следующий день после бомбардировки Эксетера во время Бедекерского блица, и пока его отец служил в составе Колдстримской гвардии в Северной Африке, сообщалось, что его сестры и прислуга прятались в подвалах, в то время как его мать настояла на том, чтобы родить в государственной кровати, а не эвакуироваться.
Он получил образование в школе Святого Петра в Сифорде и Винчестерском колледже и окончил со степенью бакалавра колледж Магдалины в Кембридже в 1964 году. С 1971 по 1977 год он служил в Королевском Девонском йоменском полку, уйдя в отставку в звании капитана. В 1991 году он занимал должность заместителя лейтенанта полиции Девона.
После наследования семейных титулов 19 ноября 1998 года лорд Девон был последним из наследственных пэров, кто произнес первую речь в Палате лордов.

## Управление имуществом
Лорд Девон был членом Королевского института дипломированных оценщиков и успешно помог семейному имению в замке Паудерем перейти в прибыль. Финансы семьи пришли в упадок после смерти трех графов в 1927—1935 годах, что повлекло за собой тройную пошлину на наследство. К 1970-м годам семейные земли сократились на 90 процентов. Семья вела переговоры о передаче Паудерема в руки Национального фонда, но 17-й граф Девон отказался, когда Национальный фонд настоял на пожертвовании в размере 60 000 фунтов стерлингов. Замок был открыт для публики в 1957 году.
18-й граф Девон значительно улучшил имение, расширив его сельскохозяйственные угодья с 400 до 2000 акров и возродив сады и олений парк 18-го века. Он также проводил конные испытания из Паудерема, управлял одним из ведущих стад крупного рогатого скота в Южном Девоне и успешно подал в суд на Корону, чтобы вернуть средневековые права семьи на землю на береговой полосе эстуария реки Экс. После возвращения он быстро создал процветающий бизнес по ловле моллюсков и аренде причалов. Паудерем, который теперь принимает 35 000 посетителей каждое лето, также был популярным местом проведения концертов, включая концерты Элтона Джона и Тома Джонса, и спортивных мероприятий.
Граф также работал земельным агентом в других поместьях, включая Бликлинг-холл в Норфолке, замок Бротон в Оксфордшире и Монтевиот-хаус в Роксбургшире.
В 2008 году Совет графства Девон лишил графа лицензии на проведение гражданских церемоний в замке Паудерем, поскольку он отказался разрешить проведение там церемонии заключения гражданского партнерства между геями, что, по мнению Совета, противоречило Закону о равенстве 2006 года. В 2013 году он изменил свою позицию.

## Брак и потомство
9 сентября 1967 года Хью Кортни женился на Диане Фрэнсис Уотерстон, дочери бывшего шотландского регбиста Джека Уотерстона, от которой у него было четверо детей:
- Леди Ребекка Эйлдон Кортни (род. 8 апреля 1969), в 1994 году она вышла замуж за Джереми Ллойдом Уортоном
- Леди Элеонора Венеция Кортни (род. 24 мая 1971), с 2000 года замужем за Эдвардом Робертом Гамильтоном Кларксоном.
- Леди Камилла Мэри Кортни (род. 23 июня 1974), с 2003 года замужем за бригадным генералом Дэниелом Брюсом Даффом.
- Чарльз Перегрин Кортни, 19-й граф Девон (род. 14 августа 1975), который развелся с американской актрисой Эллисон Джой Лангер (теперь известной как «Эллисон Джой, графиня Девон»), у них двое детей.

## Смерть
18-й граф Девон скончался 18 августа 2015 года в возрасте 73 лет. О его смерти семья объявила 20 августа. Его преемником в графстве стал его сын Чарльз Кортни, 19-й граф Девон.